# Cotxa diademada

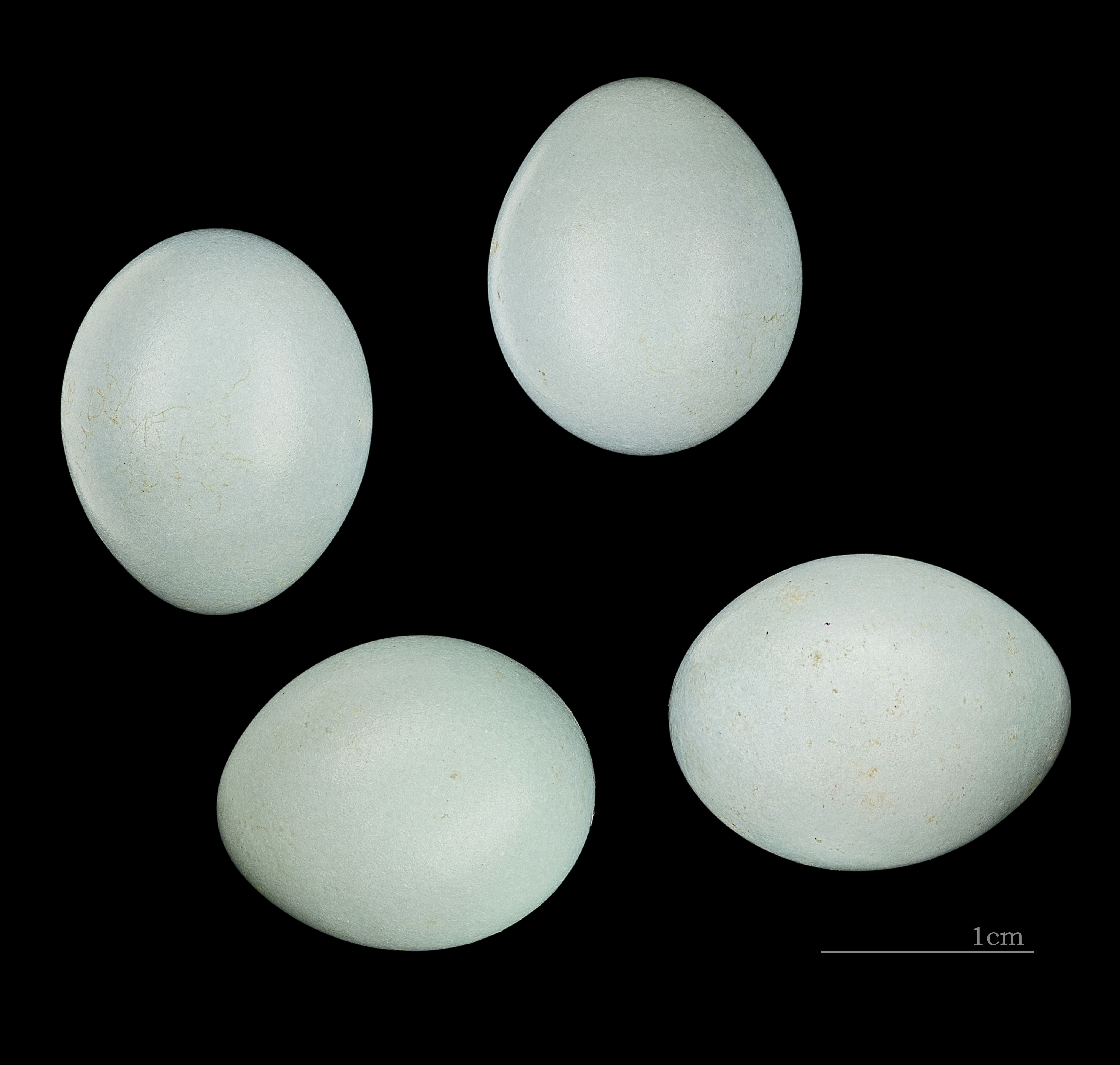
Phoenicurus moussieri

La cotxa diademada (Phoenicurus moussieri) és una espècie d'ocell de la família dels muscicàpids (Muscicapidae) que habita boscos poc densos, matolls i vessants amb herba d'Àfrica nord-occidental, des del sud del Marroc, cap a l'est, a través del nord d'Algèria fins en nord de Tunis. El seu estat de conservació es considera de risc mínim.